# صلیب جرج

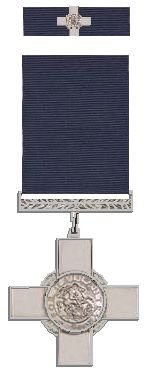
صلیب جرج

صلیب جرج (به انگلیسی: George Cross) یا به‌اختصار جی‌سی (به انگلیسی: GC) بالاترین نشانی است که به شهروندان بریتانیایی برای انجام کارهای قهرمانی و شجاعانه، همچون خطر کردن برای کمک به دیگران اعطا می‌شود و معادل آن از نظر ارزشی، صلیب ویکتوریا است به نیروهای مسلح بریتانیا و کشورهای هم‌سود اعطا می‌گردد. این مدال که نخستین بار در ۱۹۴۰ و توسط جرج ششم، پادشاه وقت پادشاهی متحده معرفی شد به شکل صلیبی نقره‌ای رنگ است که بر روی آن نقشی از سنت جرج و اژدها قرار داشته و جملهٔ For Gallantry (به‌معنای «برای شجاعت») در گرداگرد آن نوشته شده است.
صلیب جرج تاکنون تنها به افراد کمی داده شده است و دریافت آن افتخار بزرگی به‌شمار می‌رود.